# جبا، قریه
جبا (به عربی: جبا) یک منطقهٔ مسکونی در سوریه است که در استان قنیطره واقع شده‌است. جبا ۵٬۲۸۱ نفر جمعیت دارد.